# ザクセン選帝侯フリードリヒ3世の肖像
『ザクセン選帝侯フリードリヒ3世の肖像』（ザクセンせんていこうフリードリヒ3せいのしょうぞう、独: Bildnis Friedrich der Weise von Sachsen、英: Portrait of Frederick III of Saxony） は、1496年に制作された、ドイツのルネサンス期の巨匠アルブレヒト・デューラーによる肖像画である。麻布に描かれたテンペラ画で、ドイツのベルリン絵画館に所蔵されている。

## 歴史
本作は、デューラーがザクセン選帝侯フリードリヒ3世 (1463-1525年) から最初に依頼された作品である。画家は、1496年4月14日から18日にかけて選帝侯がニュルンベルクに短期滞在していた折に選帝侯と知りあい、本作を描いたと考えられている。フリードリヒ公は以後、『七つの悲しみの多翼祭壇画』 (アルテ・マイスター絵画館、アルテ・ピナコテーク) 、『ドレスデン祭壇画』 (アルテ・マイスター絵画館) など多くの祭壇画をデュ―ラーに注文し、彼の最大のパトロンとなった。なお、デューラーは1524年に銅版画で選帝侯を再び描いている。

## 制作法
目の細かい麻布に地塗りを施さず、水溶性のテンペラ絵具で描く「布絵」は、地塗りをした麻布に油彩で描くより安価な上、巻くことができ、輸送に便利であったこと、そして早く仕上がることから、16世紀のドイツにおいては板絵の代用としてかなり普及てしていたと想定される。しかし、耐久性に劣るため、その現存作例数は少ない。デュ―ラーの布絵は本作を含め14点ほどが知られているが、そのうち3点が本作を含む要人をモデルとした肖像画である。
本作には多くの部分において描き直し、変更がなされていることから、短時間で、おそらくフリードリヒ公の滞在中に仕上げられたことは明らかである。

## 解説
デューラーは、濃い緑色の背景の中に、フリードリヒ公の4分の3正面からの胸像を右向きで描いた。腕が置かれている欄干や巻紙を持っている手などの要素は、当時の初期フランドル派の典型である。
フリードリヒ公は、神聖ローマ帝国軍指揮官などの要職に就き、帝国改革に尽力するとともに、ヴィッテンベルク大学を創設し、フィリップ・メランヒトンなどの人文主義者などを集めたこと、ルーカス・クラナッハに宮廷画家として活躍の場を与えたこと、そして、何よりもマルティン・ルターを庇護したことによって知られ、「賢公」と呼ばれた人物である。フリードリヒ公の頑固な性格と地位は、大きなベレー帽と断固とした視線によって強調されている。